# Hayato Yano
Hayato Yano (jap. 矢野 隼人, Yano Hayato; * 29. Oktober 1980 in der Präfektur Osaka) ist ein ehemaliger japanischer Fußballspieler.

## Karriere
Yano erlernte das Fußballspielen in der Schulmannschaft der Teikyo High School. Seinen ersten Vertrag unterschrieb er 1999 bei den Verdy Kawasaki (heute: Tokyo Verdy). Der Verein spielte in der höchsten Liga des Landes, der J1 League. 2002 wurde er an den Zweitligisten Ventforet Kofu ausgeliehen. Im September 2002 kehrte er zu Tokyo Verdy zurück. Ende 2002 beendete er seine Karriere als Fußballspieler. Danach spielte er bei den FC Kariya (2007–2008).